# All About You
«All About You» — другий сингл п'ятого студійного альбому американської поп-співачки Гіларі Дафф — «Breathe In. Breathe Out.». В США сингл вийшов 12 серпня 2014. Пісня написана Гіларі Дафф, Крістіаном Ландіном, Саваном Котечою та Карлом Фолком; спродюсована Крістіаном Ландіном та Карлом Фолком. Хоч сингл не потрапив на основний американський чарт Billboard Hot 100, пісня все ж зайняла 19 місце чарту Billboard's Bubbling Under Hot 100 Singles та 38 місце чарту Mainstream Top 40. В Австралії сингл отримав золоту сертифікацію та увійшов у топ-20 чарту Australian Singles Chart, що стало для Дафф першим прецедентом за останні 9 років. У Канаді сингл досяг 91 місця канадського чарту Canadian Hot 100.
Критики часто прирівнювали пісню «All About You» до робіт Тейлор Свіфт та The Lumineers. Музичне відео до пісні було зрежисоване Декланом Вайтблумом та опубліковане на каналі YouTube HilaryDuffVEVO 24 вересня 2014. Задля промоушена сингла Гіларі Дафф виконувала пісню на австралійському The X Factor, Good Morning America та Live with Kelly & Michael.

## Список пісень
| Стандартний сингл | Стандартний сингл | Стандартний сингл                                     | Стандартний сингл |
| #                 | Назва             | Автор                                                 | Тривалість        |
| ----------------- | ----------------- | ----------------------------------------------------- | ----------------- |
| 1.                | «All About You»   | Гіларі Дафф, Крістіан Ландін, Саван Котеча, Карл Фолк | 2:42              |
| 2:42              |                   |                                                       |                   |

## Чарти
| Чарт (2014)                            | Місце |
| -------------------------------------- | ----- |
| Australian Singles Chart               | 20    |
| Canadian Hot 100                       | 91    |
| Czech Republic Singles Digitál Top 100 | 60    |
| Mexico Ingles Airplay                  | 27    |
| Slovakia Singles Digitál Top 100       | 69    |
| US Bubbling Under Hot 100 Singles      | 19    |
| US Mainstream Top 40                   | 38    |

## Продажі
| Країна           | Сертифікат | Сертифікація (таблиця продажів та сертифікатів) |
| ---------------- | ---------- | ----------------------------------------------- |
| Австралія (ARIA) | Золото     | +35,500                                         |

## Історія релізів
| Країна    | Дата           | Формат               | Лейбл |
| --------- | -------------- | -------------------- | ----- |
| США       | 12 серпня 2014 | Цифрове завантаження | RCA   |
| Австрія   | 13 серпня 2014 | Цифрове завантаження | Sony  |
| Бельгія   | 13 серпня 2014 | Цифрове завантаження | Sony  |
| Франція   | 13 серпня 2014 | Цифрове завантаження | Sony  |
| Німеччина | 13 серпня 2014 | Цифрове завантаження | Sony  |
| Італія    | 13 серпня 2014 | Цифрове завантаження | Sony  |
| Іспанія   | 13 серпня 2014 | Цифрове завантаження | Sony  |
| Швейцарія | 13 серпня 2014 | Цифрове завантаження | Sony  |
| США       | 26 серпня 2014 | Mainstream radio     | RCA   |
| Японія    | 22 жовтня 2014 | Цифрове завантаження | Sony  |
| Британія  | 6 липня 2015   | Цифрове завантаження | RCA   |